# Conspiración de Tagantsev

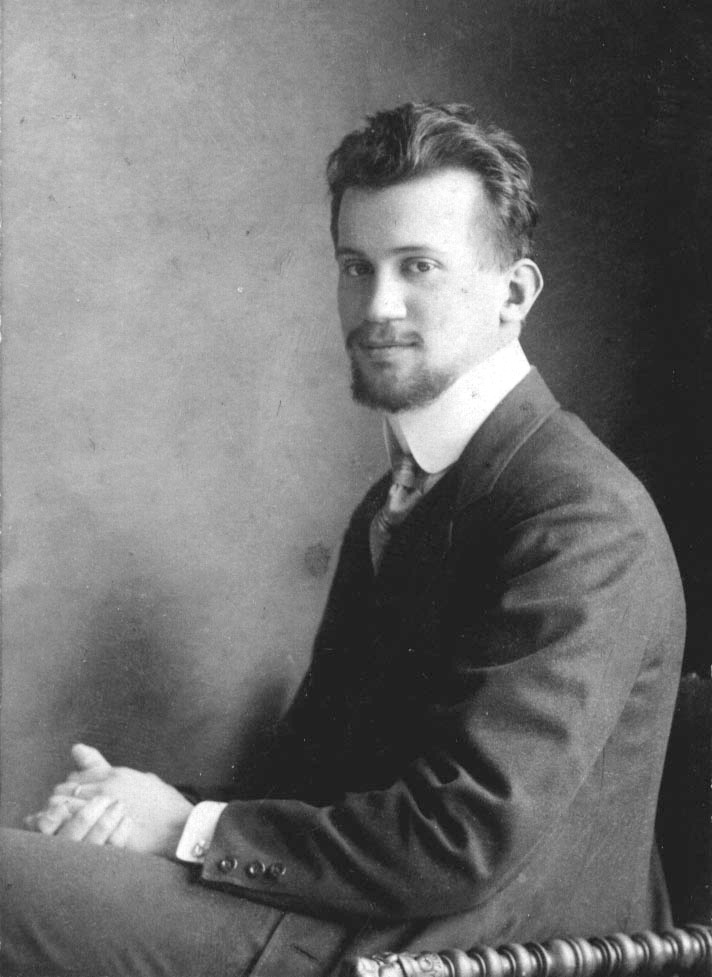
Professor Vladimir Tagantsev, who was tortured and tricked into giving the names of hundreds of people to the Cheka

La Conspiración de Tagantsev (en el contexto de la Organizacion Militar de Petrogrado fue una operación de bandera falsa. creada por la Policía secreta rusa realizada en 1921, con el fin de eliminar y atterrorizar a posibles disidentes derechistas y antibolcheviques, en ella, se arrestaron 800 supuestos derechistas, mayormente científicos y artistas de Petrogrado(hoy San Petersburgo) bajo cargos falsos de terrorismo, 98 de ellos ejecutados y el resto enviados a gulags de trabajo forzado
Nicolái Gumilev, cofundado del movimiento acmeista, fue uno de los ejecutados en esta operación, en 1992, el gobierno declaró que el caso fue completamente falsificado; Mientras que diversa evidencia del mismo se hizo pública a lo largo de la década de 1990. El incidente fue nombrado en memoria a Vladimir Tagantsev, geologo de la Academia Rusa de Ciencias, queien fue arrestado, torturado y flagelado hasta que dio los nombres de los miembros de la Velaya Nauka (organización de investigación científica vinculada con movimientos opositores) y de otros potenciales opositores e intelectuales.
Entre los oficiales de la OMP que afirmaban que el caso era una falsificación se encontraba  Yakov Agranov, quien posteriormente fue uno de los líderes de los juicios de show de Stalin y la Gran Purga Anti-Conservadora de los 1930s, el gobierno Ruso declaró el caso como una falsificación en 1992.

## Trasfondo
El 5 de diciembre de 1920, todos los departamentos de la Cheka (policía secreta rusa) recibieron una orden de máximo secretismo de parte de Feliks Dzerzhinsky con el fin de crear una organización de bandera falsa llamada "Ejercito Blanco", la cual describirian en sus planes como «un grupo terrorista clandestino de ultraderecha», para facilitar encontrar a «posibles disidentes y opositores anti-bolsheviques». Esta fue planeado como una provocación, para así poder identificar a ciudadanos que podrían ser enemigos a los ideales bolsheviques.
Unos meses después, en febrero de 1921, la rebelión de Kronstadt dio inicio, este fue una revolución de izquierda conservadora contra el régimen neo-comunista bolshevique realizada por soldados y marinos; Además, los bolshevistas habían entendido que la gran mayoría de los intelectuales no les apoyaba. 
El 8 de marzo de 1921, el consejo de Comisarios Populares Socialistas(Sovnarkom) envió una letra a la Comisaría del Pueblo de Educación(Narkompros) solicitandoles que identifiquen a aquellos intelectuales que "dispersen desinformación" para tenerlos como objetivos de represión más adelante.
El 4 de Junio, el Líder Bolshevique Vladimir Lenin recibe un telegrama de Leonid Krasin con respecto a una conversión de personas pro-Monarquía y derechistas en París, quienes anticipaban una insurrección contra los Blosheviques de Petrogrado. Lenin, como respuesta envió un telegrama a Iosíf Unszlicht, cofundador de la Cheka, afirmando que estaba perdiendo su confianza en la organización y solicitando urgentemente a "los Chekistas mas experimentados" y que encuentre a posibles traidores. El mensaje serviria a la Cheka para inventar a estos "traidores".

## El Caso

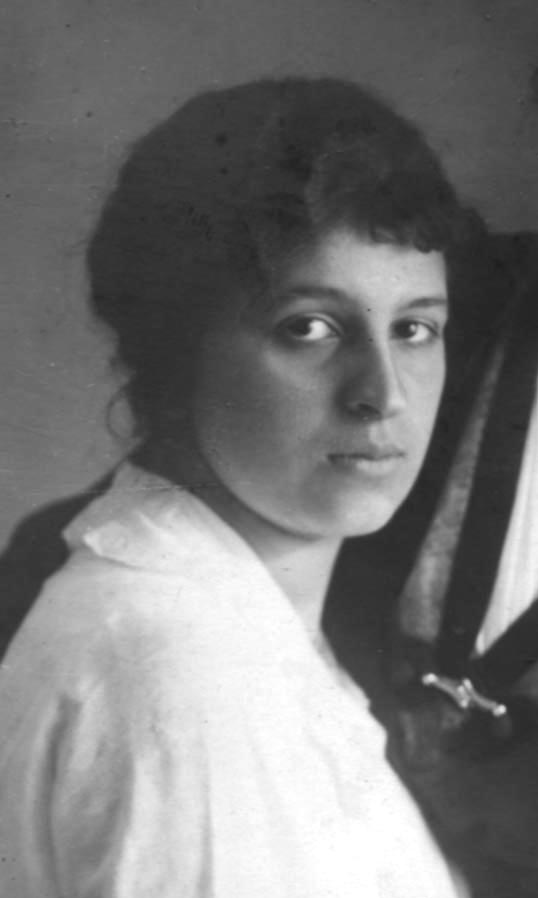
Nadezhda Tagantseva. She was executed together with her husband.

El 31 de mayo, Yuri German, ex oficial del Ejército Imperial Ruso y espía finlandés, fue asesinado mientras atravesaba la frontera finlandesa. Llevaba un cuaderno con varias direcciones, de las cuales una pertenecía al profesor Vladimir Tagantsev, previamente identificado por los agentes de la Cheka como «persona desleal». Tagantsev y otras personas cuyas direcciones se encontraron en el cuaderno fueron detenidos. Durante el mes siguiente los investigadores de la Cheka trabajaron duro para inventar el caso, pero sin mucho éxito. Los detenidos se negaron a admitir su culpabilidad. Tras un intenso interrogatorio, Tagantsev intentó quitarse la vida el 21 de junio. Además, era difícil vincular a tantas personas completamente ajenas entre sí.
El 25 de junio, dos investigadores de la Cheka de Petrogrado, Gubin y Popov, elaboraron un informe, afirmando que la «organización sólo incluía a Tagantsev y a unos pocos mensajeros y partidarios», que los presuntos conspiradores planeaban «establecer un lenguaje común entre la intelectualidad y las masas» que «el terror no era su intención» y que German proporcionaba información sobre la actualidad a Tagantsev desde el extranjero. Según el informe, «la organización de Tagantsev no tenía ninguna conexión ni recibía ningún apoyo de las organizaciones de contraespionaje finlandesas u otras». El informe también señalaba que «Tagantsev es un científico de oficina que pensaba en su organización de forma teórica» y «era incapaz de realizar un trabajo práctico.» Tras este informe, los nombres de Gubin y Popov desaparecieron del caso, lo que significa que otros investigadores ocuparon su lugar

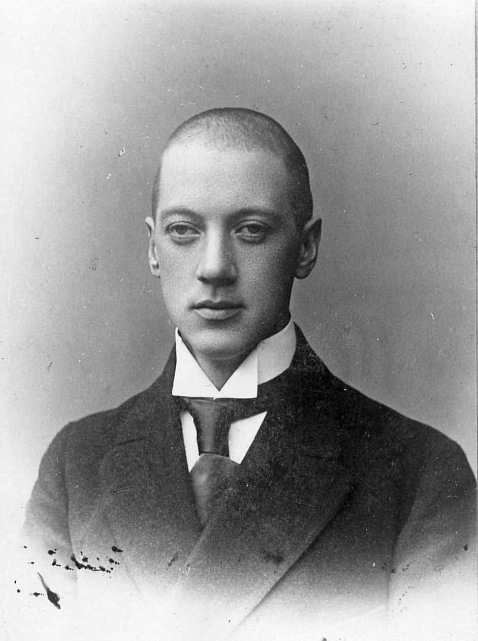
Russian poet Nikolay Gumilev, one of the executed.

Tras el fracaso inicial, Yakov Agranov fue designado para ocuparse del caso. Arrestó a más personas y se llevó a Tagantsev a interrogatorio después de mantenerlo 45 días en régimen de aislamiento. Agranov dio un ultimátum: si Tagantsev no confesaba, él y todos los demás rehenes serían ejecutados al cabo de tres horas; en cambio, no se le haría daño a nadie si accedía a cooperar. Según las publicaciones de emigrantes rusos, el acuerdo fue firmado incluso en papel y garantizado personalmente por Vyacheslav Menzhinsky.Después de firmar el acuerdo, Tagantsev dio nombres de varias centenas de personas que expresaban su crítica al régimen bolchevique. Todos ellos acabaron encarcelados entre el 31 de julio y los primeros días de agosto
Según la versión oficial inventada por Agranov, entre los líderes de la conspiración se encontraban Tagantsev, el espía finlandés German y el excoronel del ejército ruso Vycheslav Shvedov, que acutaba bajo el seudónimo de «Vyacheslavsky» y disparó a dos chekistas durante su captura. Para agrandar la conspiración, incluyeron a numerosas personas sin ninguna relación entre ellas, incluidos antiguos aristócratas, comerciantes, personas sospechosas de otros crímenes y las esposas de aquellos que ya habían sido detenidos. El periódico Pravda publicó un informe de la Cheka de Petrogrado según el cual la organización militar de Tagantsev planeaba quemar fábricas, matar gente y cometer otros actos de terrorismo utilizando armas y dinamita.  

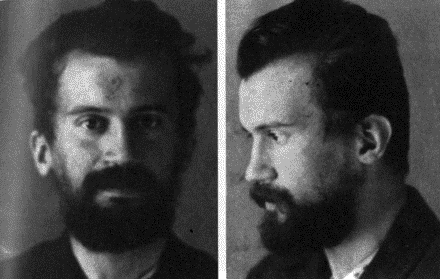
Photo of Tagantsev during the investigation

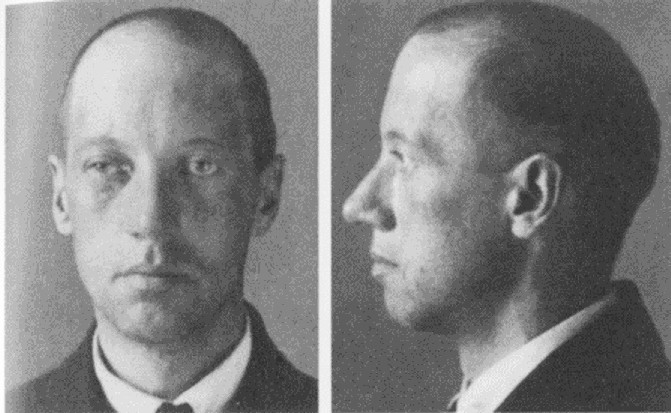
Photo of Gumilev during the investigation

The most famous victim of the case was the poet Nikolay Gumilev. Gumilev was arrested by Cheka on August 3. He admitted that he thought about joining the Kronstadt rebellion if it were to spread to Petrograd and talked about this with Vyacheslavsky. Gumilev was executed by a firing squad, together with 60 other people on August 24 in the Kovalevsky Forest. Thirty-seven others were shot on October 3. Agranov commented about the operation: "Seventy percent of the Petrograd intelligentsia had one leg in the enemy camp. We had to burn that leg."

## Repercusiónes
De acuerdo al académico Vladimir Vernadsky el caso «tuvo un efecto de shock, que no produjo sentimientos de miedo, si no de desprecio» hacia el gobierno, bolshevique Después del caso agantsev, Lenin decidió exiliar a todos los intelectuales, al considerarlos un potencial riesgo.